# 大龍寺 (野田市)
大龍寺（だいりゅうじ）は、千葉県野田市にある浄土宗の寺院。

## 歴史
1578年（天正6年）、幡随意によって開山された。下野国宇都宮（現・栃木県宇都宮市）で、ある家の主人が不倫をして、愛人を妊娠させてしまった。その主人の妻は激怒して、愛人と生まれてくる子供を釘を使って呪い殺そう（いわゆる丑の刻参り）とした。これに肝を冷やした主人は幡随意の下を訪れ、事態の収拾を頼み込んだ。幡随意は六字名号（南無阿弥陀仏）を書いた札で釘を抜き、その妻を諭した。妻は改心して竜となって昇天した。この故事に基づき寺が創建された。「大龍寺」という寺号もこれに由来する。
このこともあり、当寺では「釘抜名号」の安産のお守りが授与されている。

## 交通アクセス
- 路線バス関宿台町停留所より徒歩9分。